# Інверсо-Пінаска
Інверсо-Пінаска (італ. Inverso Pinasca, п'єм. L'Invers ëd Pinasca) — муніципалітет в Італії, у регіоні П'ємонт,  метрополійне місто Турин.
Інверсо-Пінаска розташоване на відстані близько 550 км на північний захід від Рима, 45 км на захід від Турина.
Населення — 737 осіб (2014).

## Демографія
Населення за роками:

Станом на 1 січня 2023 року в муніципалітеті офіційно проживало 26 іноземців з 8 країн, серед них 15 громадян країн Євросоюзу.

## Сусідні муніципалітети
- Пероза-Арджентіна
- Пінаска
- Помаретто
- Прамолло
- Сан-Джермано-Кізоне
- Віллар-Пероза